# Северски Доњец
Северски Доњец (рус. Северский Донец; укр. Сіверський Донець, такође Дінець) је река у источној Европи, која протиче кроз Русију и Украјину. Тече у дужини од 1.053 km, а њен слив обухвата површину од 98.900 km². Извире у Белгородској области, а улива се у реку Дон, као њена десна притока. Река је пловна је у дужини од 220 km, од града Сјеверодоњецка да њеног ушћа, док јој је проток на ушћу 185 m³/s.
Већи градови на реци Северски Доњец су:
- Белгород
- Вовчанск
- Чугујев
- Змијив
- Изјум
- Рубижне
- Лисичанск
- Северодоњецк
- Каменск Шахтински
- Ушт-Доњецки